# تمارين الإطالة

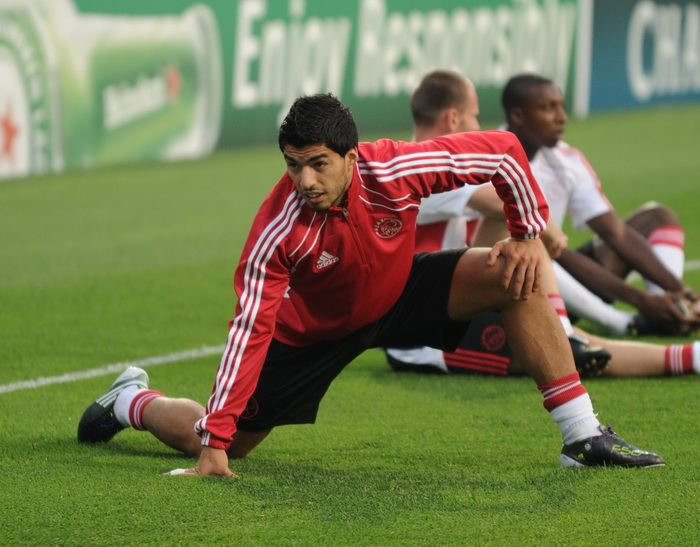
لاعب كرة القدم لويس سواريز يقوم بتمارين الإطالة قبل المباراة

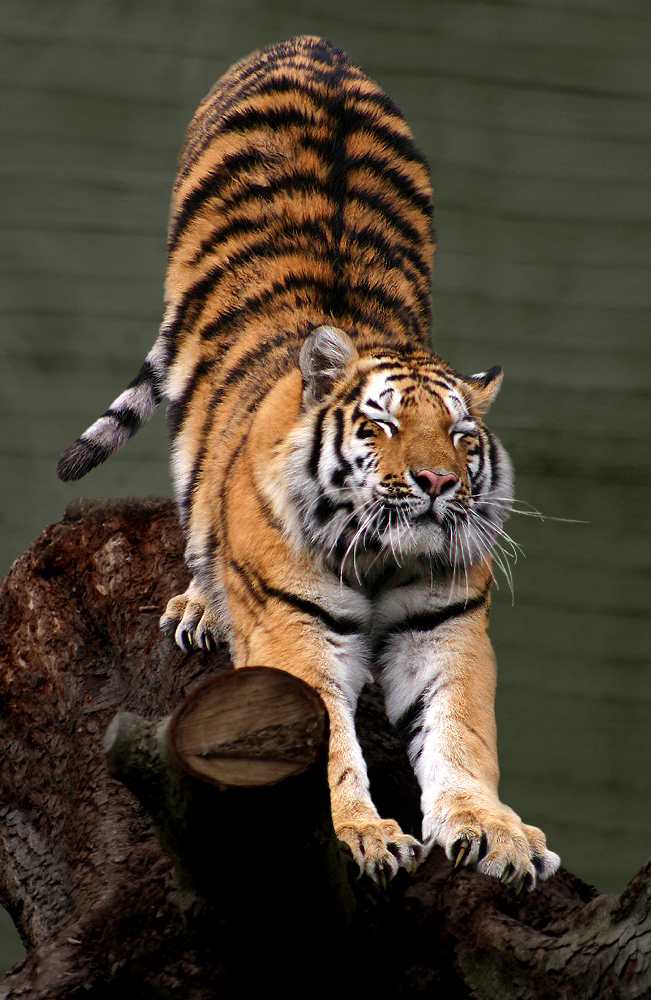
ببر سيبيري يمدد نفسه.

تمارين الإطالة أو الاستطالة هي أحد التمرينات البدنية التي تُحدد فيها عضلة أو وتر (أو مجموعة عضلية) لتُمدّد من أجل تحسين مرونة العضلات المرئية وتحقيق توتر عضلة مريح. والنتيجة هي شعور بزيادة السيطرة على العضلات، والمرونة، ومجموعة من الحركة، تستخدم الإطالة أيضًا علاجًا لتخفيف التشنجات.
وفي أبسط أشكاله، الإطالة: هي نشاط طبيعي وغريزي. يُنفذها البشر والعديد من الحيوانات الأخرى. يمكن أن يرافقه التثاؤب، غالباً ما يحدث التمدد غريزيًا بعد الاستيقاظ من النوم، بعد فترات طويلة من الخمول، أو بعد الخروج من المساحات والأماكن الضيقة.
زيادة المرونة من خلال الإطالة هي واحدة من المبادئ الأساسية لللياقة البدنية. من الشائع أن يمتد الرياضيون من قبل (من أجل الإحماء) وبعد التمرين في محاولة للحد من خطر الإصابة وزيادة الأداء، على الرغم من أن هذه الممارسات لا تستند دائمًا إلى دليل علمي على الفعالية.
قد تكون الإطالة خطيرة عند تنفيذها تنفيذًا غير صحيح. هناك العديد من التقنيات للإطالة عمومًا، ولكن اعتمادًا على مجموعة العضلات التي تُشد، قد تكون بعض التقنيات غير فعالة أو ضارة، حتى إلى درجة التسبب في البكاء أو فرط الحركة أو عدم الاستقرار أو التلف الدائم للأوتار والأربطة والعضلات والألياف، لذلك فإن الطبيعة الفسيولوجية للإطالة والنظريات حول تأثير التقنيات المختلفة تخضع لتحقيقات ثقيلة.
على الرغم من أن الإطالة الساكنة جزء من بعض إجراءات الإحماء، إلا أن دراسة في عام 2013 أشارت إلى أنه يضعف العضلات، لهذا السبب، ينصح بالإطالة الدينامية قبل التمرين بدلاً من الإطالة الساكنة، بينما يساعد الأخير على تقليل وجع العضلات بعد ذلك.

## أنواع الإطالة
هناك خمسة أنواع مختلفة من الإطالة : البالستية، الدينامية، وإطالة SMF، وإطالة PNF، وإطالة ثابتة.

### التمدد البالستي
هو امتداد كذاب سريع حيث يتحرك جزء من الجسم مع الزخم الذي يمد العضلات إلى أقصى حد. تستجيب العضلات لهذا النوع من التمدد بالتعاقد لحماية نفسها من الشدود.

### التمدد الدينامي
هو امتداد للمشي أو الحركة. من خلال إجراء تحركات بطيئة للرقابة من خلال مجموعة كاملة من الحركة، ويقلل من خطر الإصابة للشخص.

### التسهيل العصبي العضلي (PNF)
هو نوع من التمدد لعضلة معينة ووظيفة محددة، لذلك يجب تطبيق المقاومة، ثم يجب أن تكون العضلات في حالة استرخاء.

### التمدد الثابت
هو نوع من التمدد حيث يقوم الشخص بتمدد العضلات حتى يشعر بشد رقيق ثم يحافظ على التمدد لمدة ثلاثين ثانية أو حتى يُشعر بإطلاق العضلات، دون أي حركة.

## تأثير الإطالة
على الرغم من أن العديد من الأشخاص ينخرطون في الإطالة قبل التمرين أو بعده، فإن الأدلة الطبية أظهرت أن هذا لا فائدة له في منع ألم العضلات. لا يبدو أن الإطالة تقلل من خطر الإصابة أثناء التمرين، ربما باستثناء العدائين. بعض الأدلة تدل على أن الإطالة قبل التمرين قد تزيد من نطاق حركة الرياضيين.